# Radbod (prefekt)
Radbod (fl. 833–854) byl od roku 833 východofranský prefekt Panonské marky (Marcha orientalis).
Území Panonské marky v roce 828 dobyl Ludvík II. Němec a když v letech 828-833 došlo ke christianizaci Moravanů, jmenoval v roce 833 Radboda prefektem dobytého území. Podle kroniky Conversio Bagoariorum et Carantanorum byl v roce 833 slovanský kníže Pribina přehnán přes Dunaj Mojmírem, knížetem Moravanů, přičemž uprchl do Východofranské říše k Radbodovi. Tam král Ludvík II. Němec nařídil, aby byl Pribina vyučován víře, pokřtěn a následně se svými stoupenci sloužil v Radbodově armádě. Netrvalo však dlouho a Pribina ze strachu o život znovu uprchl se svým synem Kocelem do První bulharské říše a poté do Dolní Panonie, kde vládl slovanský vévoda Ratimir. Protože Dolní Panonie byla součástí Radbodova území, rovnalo se Pribinůvo přijetí Ratimírem zároveň vzpourou Ratimira proti Radbodovi. V důsledku toho v roce 838 poslal Ludvík Němec Radboda v čele velké bavorské armády, aby vzpouru potlačil. Pribina a jeho stoupenci před blížící se armádou znovu uprchli k hraběti Salachovi do Kraňské marky, kde Salacho během krátké doby zprostředkoval usmíření mezi Radbodem a Pribinou, přičemž Ludvík Němec zároveň vyřešil přetrvávající nestabilitu jmenováním Pribiny svým věrným vévodou s pozemky v okolí řeky Zaly.
Radbod udržoval dobré vztahy s velkomoravským knížetem Rostislavem, který pro Bavorsko dlouho představoval nebezpečí. Podle Annales Bertiniani v roce 853 západofránský král Karel II. Holý, podplatil Bulhary, aby se spojili se Slovany (zřejmě i s Moravany) a společně zaútočili na východofránské území Ludvíka Němce. V průběhu bulharsko-moravského útoku v roce 854 sesadil Ludvík Němec Radboda pro neloajalitu. Radbod poté uzavřel povstalecké spojenectví s knížetem Rostislavem. Když se v roce 855 Rostislav vzbouřil, byl urychleně novým prefektem místo Radboda jmenován Karloman, který v roce 858 svou výpravou přinutil Rostislava uzavřít mír.